# Piotr Ożga (zm. 1671)
Piotr Ożga herbu Rawicz (zm. 1671) – podkomorzy lwowski w 1654 roku, pisarz ziemski lwowski w latach 1622 -1653, starosta trembowelski.
Jako poseł na sejm konwokacyjny 1648 roku z województwa ruskiego był członkiem konfederacji generalnej zawiązanej 31 lipca 1648 roku. W 1648 roku był elektorem Jana II Kazimierza Wazy z województwa ruskiego. W 1649 roku brał udział w układach z kozakami. W 1666 roku był deputatem województwa ruskiego na Trybunał Główny Koronny w Lublinie.
Był marszałkiem sejmików województwa ruskiego w: 1634, 1640, 1648, 1651, 1653, 1656, 1657, 1664, 1667, 1668 roku.
Poseł na sejm nadzwyczajny 1626 roku z ziemi lwowskiej. Sędzia kapturowy ziemi lwowskiej w 1632 roku. Poseł sejmiku wiszeńskiego na sejmy ekstraordynaryjne 1635 i 1637 roku. Poseł na sejm zwyczajny 1637 roku, sejm 1639 roku, sejm 1640 roku, sejm 1641 roku, sejm 1643 roku.
Sędzia kapturowy województwa ruskiego w 1648 roku. Poseł na sejm 1649/1650 roku z sejmiku wiszeńskiego województwa ruskiego. Poseł ziemi halickiej na drugi sejm 1652 roku. Poseł na sejm 1653 roku z ziemi lwowskiej. Poseł na sejm konwokacyjny 1668 roku z ziemi lwowskiej. Był członkiem konfederacji generalnej zawiązanej 5 listopada 1668 roku na tym sejmie.